# Paul Saurin (homme politique, 1903-1983)
Pour les articles homonymes, voir Paul Saurin et Saurin.
Paul Saurin, né le 6 octobre 1903 à Rivoli (Algérie) et mort le 15 mai 1983 à Paris, est un homme politique français.

## Biographie
Fils de Paul Saurin, sénateur du département d'Oran de 1927 à 1933, Paul Saurin milite dans les organisations étudiantes, d'abord en prenant la présidence de l'Association générale des étudiants d'Algérie, puis, en rejoignant Paris pour y finir ses études de droit, celle de l'Union nationale des étudiants de France. Il sera également président de la Confédération internationale des étudiants.
En 1934, il se présente, sous les couleurs des Radicaux indépendants, à une élection législative partielle consécutive à l'élection au Sénat du député Pierre Roux-Freissineng, élu au siège du père de Paul Saurin. Il est élu et rejoint le groupe de la Gauche radicale. Réélu en 1936, il adhère au nouveau groupe de la Gauche démocratique et radicale indépendante. En 1935, il devient également maire de Rivoli et président du conseil général d'Oran.
Le 10 juillet 1940, il vote en faveur de la remise des pleins pouvoirs au Maréchal Pétain, qui le nommera au Conseil national. Il ne retrouvera plus de mandat parlementaire après la Seconde Guerre mondiale.
Il meurt à Paris en 1983.